# Daaf Drok
David „Daaf” Drok (ur. 23 maja 1914 w Rotterdamie, zm. 7 marca 2002) – holenderski piłkarz występujący na pozycji napastnika. Grał w drużynach RFC Rotterdam, Sparta Rotterdam oraz RFC Rotterdam. Był powołany do kadry reprezentacji Holandii na mistrzostwa świata w 1938. Ogółem w drużynie narodowej rozegrał 8 meczów i strzelił 4 bramki.